# Wierszyno
Wierszyno (kaszub. Wierszëno, niem. Versin) – wieś w Polsce położona w województwie pomorskim, w powiecie bytowskim, w gminie Kołczygłowy.
Wieś położona na południowym obrzeżu Parku Krajobrazowego Dolina Słupi.
W roku 1867 właścicielem dóbr wierszyńskich był Otto von Bismarck, premier Prus i pierwszy kanclerz Niemiec (1862–1890).
W latach 1975–1998 miejscowość administracyjnie należała do województwa słupskiego.
Wieś stanowi sołectwo gminy Kołczygłowy.

## Zabytki
- Dwór w Wierszynie, wybudowany w drugiej połowie XIX w.; własność Puttkamerów. Mieszkali tu m.in. Johanna von Puttkamer oraz Otto von Bismarck. Spalony po 1945[7].